# Aviaco-Flug 111
Der Aviaco-Flug 111 (Flugnummer: AO111, Funkrufzeichen: AVIACO 111) war ein Inlandslinienflug der Aviaco von Santiago de Compostela nach Madrid. Auf diesem Flug stürzte am 9. Mai 1957 eine Bristol 170 kurz vor der Landung auf dem Flughafen Madrid-Barajas nach einem Kontrollverlust ab, wobei alle 37 Insassen starben. Es handelte sich zu diesem Zeitpunkt um den schwersten Flugunfall der Fluggesellschaft sowie den zweitschwersten in Spanien.

## Maschine
Das eingesetzte Flugzeug war eine Bristol 170 Mk. 21 aus britischer Produktion, die 1946 endmontiert wurde. Sie trug die Werknummer 12757. Die Maschine war zunächst auf den Hersteller mit dem Kennzeichen G-AIGN zugelassen, trug dann bei der Aviaco dagegen das Luftfahrzeugkennzeichen EC-ADI. Das zweimotorige propellergetriebene Fracht- und Passagierflugzeug war mit zwei 14-Zylinder-Sternmotoren des Typs Bristol Hercules 734 mit je 1.980 PS (1.456 kW) ausgestattet.

## Besatzung
Es befand sich eine fünfköpfige Besatzung an Bord, bestehend aus Kapitän, Erstem Offizier, Flugingenieur und zwei Flugbegleiterinnen. Der Flugkapitän hatte seine kommerzielle Pilotenlizenz am 16. Januar 1952 erhalten und verfügte über 5.478 Stunden Flugerfahrung, während der Erste Offizier 427 Flugstunden absolviert hatte.

## Unfallhergang
Die Maschine startete in Santiago de Compostela zum Flug nach Madrid. Der Flug verlief ohne besondere Vorkommnisse und die Piloten erhielten die Freigabe zur Landung auf Landebahn 23 des Flughafens Madrid-Barajas. Die Maschine befand sich im Gegenanflug, wobei der Kapitän sie leicht nach links rollen ließ, um die grünen Lichter, die die Landefreigabe signalisieren sollten, besser aus dem Cockpit erkennen zu können. Nachdem er das grüne Licht erblickte, ließ er die Maschine nach rechts rollen, woraufhin diese in ein rechtswärtiges Trudeln geriet und um 19:04 Uhr abstürzte. Die Maschine prallte mit der vorderen Rumpfsektion, der rechten Tragfläche und dem rechten Propeller zuerst auf dem Boden auf. Durch den Aufprall kamen alle 37 Insassen der Maschine ums Leben.

## Nach dem Absturz
Obwohl die Flughafenfeuerwehr die Absturzstelle binnen sechs Minuten erreichte, gelang es ihr erst nach einer Stunde, den Brand zu löschen. Der Brand konnte jedoch während der Löscharbeiten soweit eingedämmt werden, dass die Insassen der Maschine hätten geborgen werden können, wäre der Aufprall für diese nicht todesursächlich gewesen.

## Ursache
Der Unfall wurde auf Fehler der Besatzung zurückgeführt. Aufgrund eines Ausfalls der Funkverbindung sei der Flugkapitän während des Anfluges auf das Erspähen der Lichter zur Landefreigabe fokussiert gewesen. Der Flugkapitän sei dabei dermaßen abgelenkt gewesen, dass ihm nicht auffiel, dass er die Maschine an der Grenze zur Strömungsabrissgeschwindigkeit betrieb. Obwohl derartige Fehler bei erfahrenen Piloten selten vorkamen, wiesen Statistiken aus, dass diese sich gehäuft nach 5.000, 7.000 und sogar 13.000 Stunden Flugerfahrung ereigneten.